# South Quay (DLR)
South Quays (en anglais : South Quays DLR Station), est une station de la ligne de métro léger automatique Docklands Light Railway (DLR), en zone 2 Travelcard. Elle est située sur la Marsh Wall à Millwall dans le borough londonien de Tower Hamlets sur le territoire du Grand Londres.
Elle dessert, notamment, les tours, bureaux et résidentielles, de Millwall et les activités commerciales : hôtel et restaurants proches.

## Situation sur le réseau

Plan de la ligne du métro léger DLR.

Située en aérien, South Quay est une station de la branche sud de la ligne de métro léger Docklands Light Railway. Elle est établie entre les stations Heron Quays, au nord, et Crossharbour, en direction du terminus sud Lewisham,. Elle est en zone 2 Travelcard.
La station dispose de deux voies encadrées par deux quais latéraux.

## Histoire

### Première station (1987-2009)
La station South Quay est mise en service le 31 août 1987 par le Docklands Light Railway lorsqu'il ouvre la section de Stratford à Island Gardens,.
En janvier 1994, un important chantier permet la remise à niveau de la station. Le 9 février 1996 une bombe de 500 kg, déposée par James McArdle de l'Armée républicaine irlandaise (IRA), explose sous la station, après son évacuation due à une alerte, produisant d'importants dégâts matériels. Néanmoins deux hommes au travail dans les kiosques à journaux face à la station sont tués et 39 personnes présentes dans l'environnement proche sont blessées. Une plaque mémoriale, située à environ 80 mètres du site de l'explosion, rappelle ce fait. La station est remise en état en un peu plus de deux mois et rouverte le 22 avril 1996.
Au début des années 2000, il est constaté que l'objectif de permettre la desserte de la station par des rames de trois éléments n'est pas possible du fait d'une situation, en courbe, qui ne permet pas l'allongement des quais. La décision est prise de reconstruire une station à environ 125 mètres sur une portion rectiligne tout en laissant l'ancienne station ouverte jusqu'à l'ouverture de la nouvelle. La fermeture intervient le vendredi 23 octobre 2009 au soir.

### Seconde station (depuis 2009)
La nouvelle station South Quay est mise en service le lundi 26 octobre 2009, après avoir été testée durant le week-end.
Sa construction d'un coût de 30 millions de Livres sterling est prise en charge par Transport for London (TfL) et le borough londonien de Tower Hamlets. Elle comprend deux quais latéraux recouverts d'un auvent sur toute la longueur et de deux halls au niveau du sol. Entrée secondaire, le hall est dispose de deux escaliers, de validateurs et de distributeurs de billets. Entrée principale, le hall ouest, plus vaste, dispose d'escaliers mécaniques, d'un ascenseur, de distributeurs et composteurs de billets.
En 2016, la fréquentation de la station est de 5,938 millions d'utilisateurs.

## Services aux voyageurs

### Accès et accueil
Accessible par la Marsh Wall, la station dispose d'une entrée principale, à l'ouest, accessible aux personnes à la mobilité réduite et d'une entrée secondaire à l'est.

### Desserte
South Quay est desservie par les rames des relations Stratford - Lewisham aux heures de pointe, et Bank - Lewisham,.

Installations et desserte
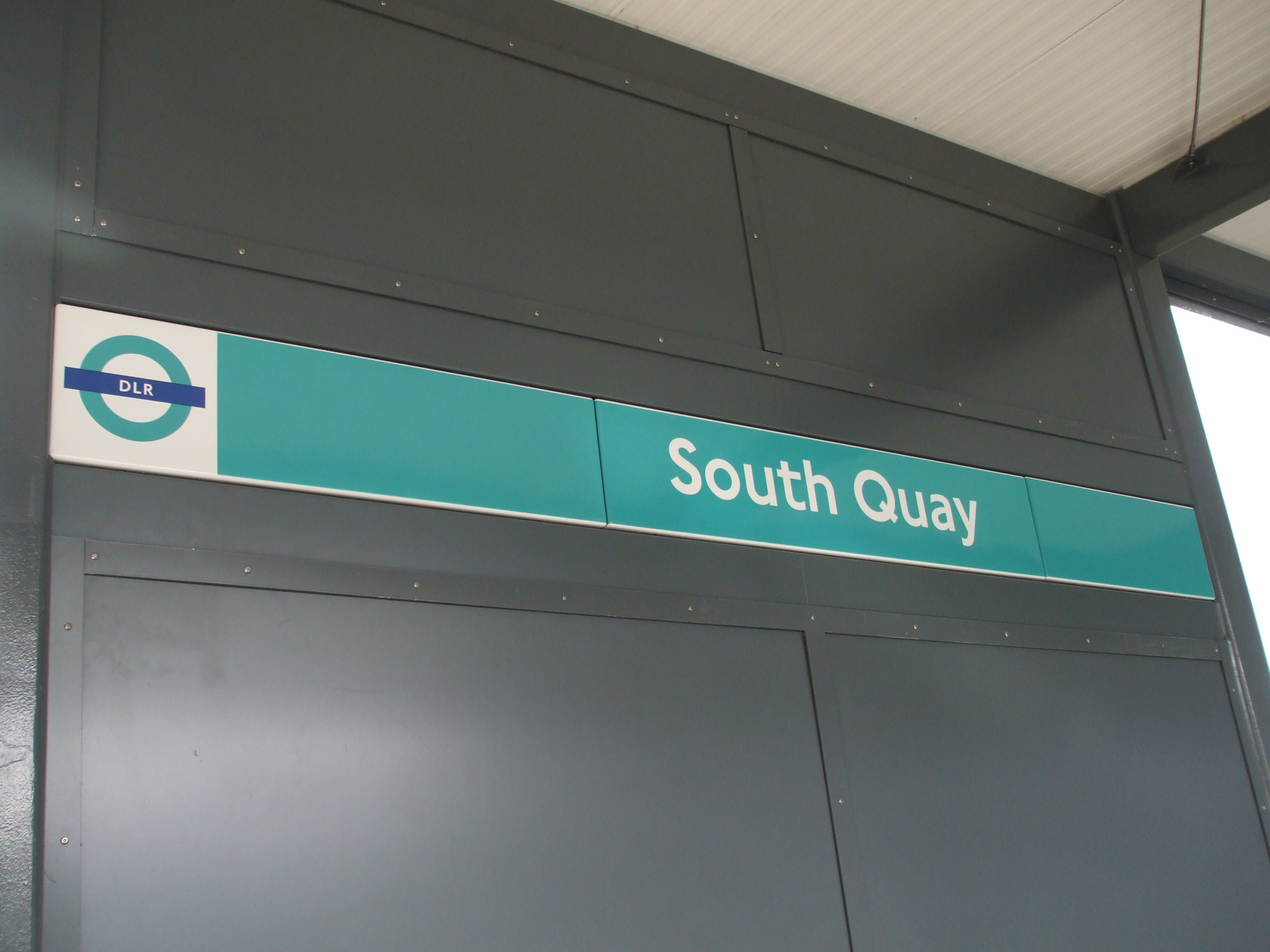
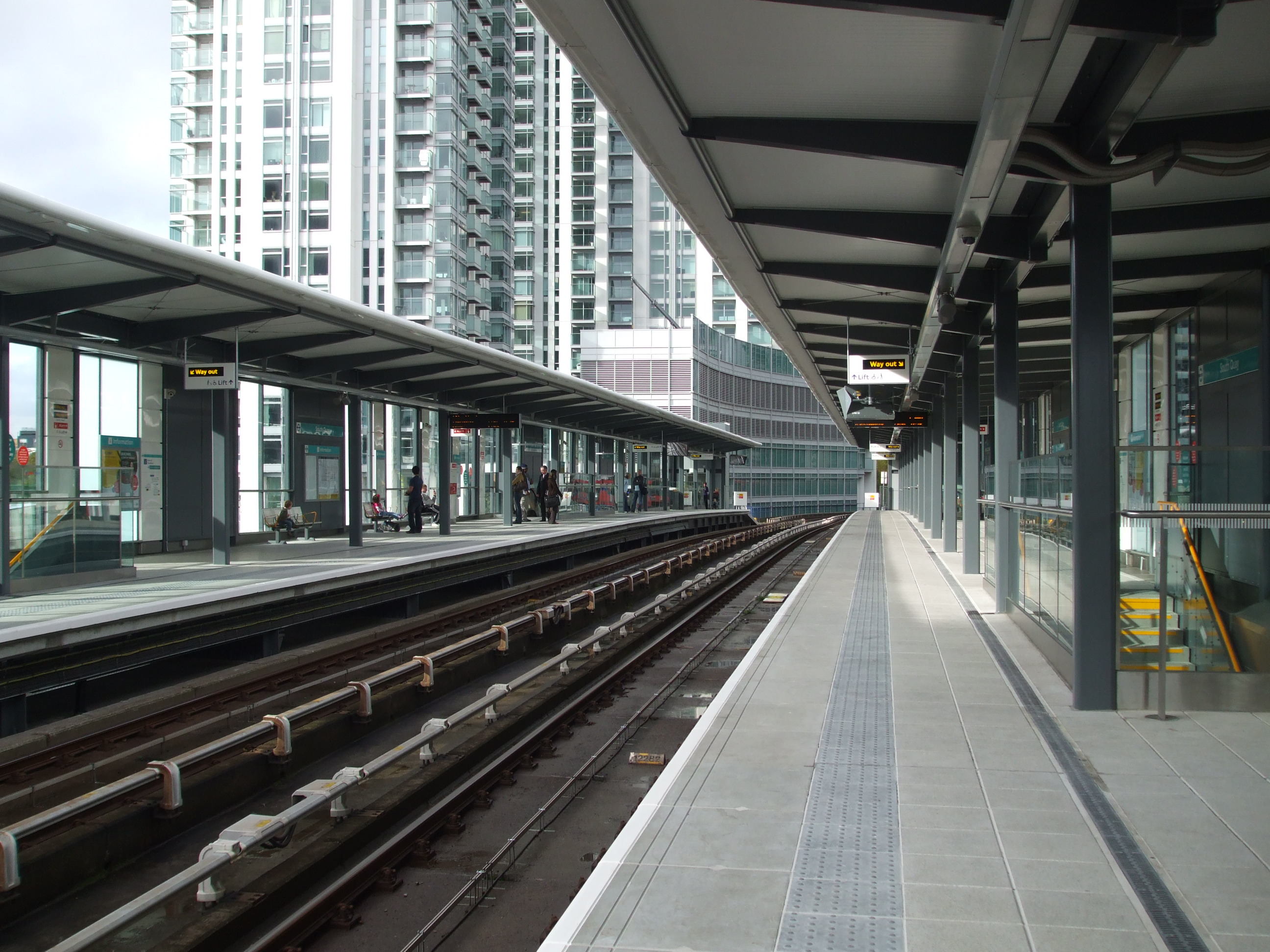
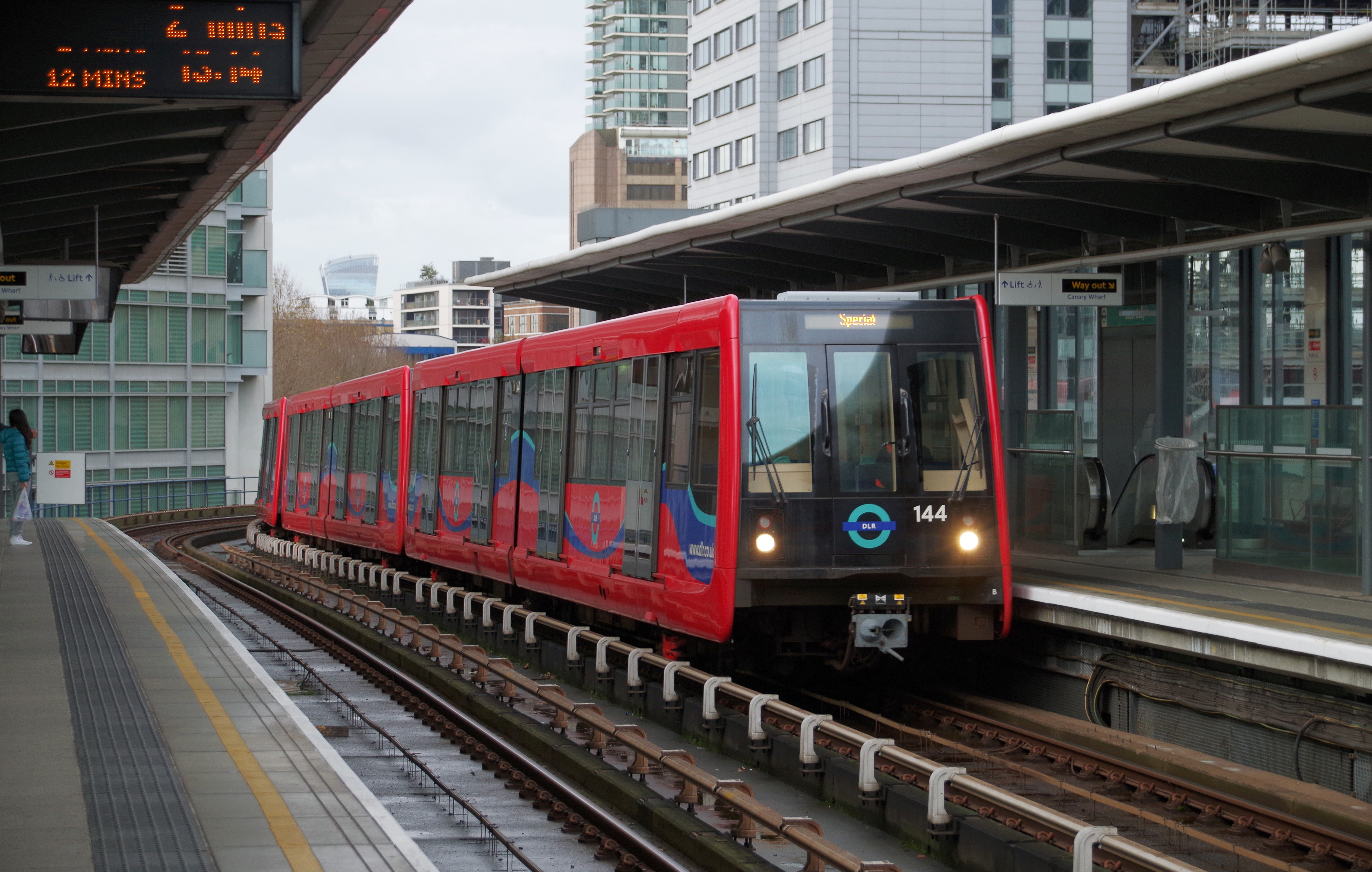

### Intermodalité
La station est desservie par les Autobus de Londres de la ligne D8.

## À proximité
- Millwall
- Pan Peninsula